# Aeroportul Andizhan
Aeroportul Andizhan (în uzbecă Andijon Xalqaro Aeroporti) (IATA: AZN, ICAO: UTFA) este un aeroport din Andijan, Andijan Region⁠(d), Uzbekistan ce deservește zona Andijan. Aeroportul a fost tranzitat în 2019 de 4 pasageri.
Situat la o altitudine de 474 m, aeroportul dispune de 1 pistă. Este operat de Uzbekistan Airways⁠(d).

## Infrastructură

### Piste
Aeroportul dispune de o singură pistă. Pista 04/22 are suprafața de beton. 